# Henrique (ur. 1976)
Carlos Henrique Raimundo Rodrigues (ur. 24 grudnia 1976 w Barra do Piraí) – brazylijski piłkarz występujący na pozycji napastnika.

## Kariera klubowa
Seniorską karierę rozpoczynał w 1994 roku w Criciúma EC. Zawodnikiem tego klubu był do 1997 roku, rozgrywając w jego barwach 97 spotkań, w których zdobył 10 goli. W 1998 roku grał w Sampaio Corrêa FC, występując w jego barwach m.in. w Copa CONMEBOL. W 1999 roku przeszedł do Verdy Kawasaki. W J.League Division 1 rozegrał szesnaście meczów, debiutując 6 marca w przegranym 1:3 spotkaniu z Shimizu S-Pulse. Następnie powrócił do Criciúma EC. W tym klubie grał przez trzy sezony, zdobywając 17 bramek w 97 meczach. W 2003 roku przeniósł się do wietnamskiego Long An FC. Piłkarzem tego klubu był do 2006 roku. Następnie grał w innych wietnamskich klubach: Vissai Ninh Bình FC, Bình Dinh FC i Quảng Ngãi FC.